# Robert Joly
Pour les articles homonymes, voir Robert Joly (homonymie) et Joly.
Robert Joly, né à Carnières le 12 mai 1922 et mort à Anderlecht (Région bruxelloise) le 24 juillet 2011, est un philologue, helléniste, exégète et historien belge des sources chrétiennes.

## Biographie
Il est professeur à l'Université libre de Bruxelles et à l'université de Mons.
Il est titulaire de la chaire de Nouveau Testament et de patristique grecque et latine à l'Université libre de Bruxelles.
Il édite et commente plusieurs écrits de l'origine du christianisme comme le Pasteur d'Hermas et publie des œuvres d'Hippocrate dans la collection Budé.
Ses travaux sur Ignace d'Antioche, qui selon ses recherches serait un personnage imaginaire, ont été publiés de 1974 à 1980. Il y exposait sa conclusion que même les sept lettres d'Ignace encore considérées comme authentiques, seraient en réalité des apocryphes rédigés vers 165 dans la communauté chrétienne de Smyrne par le faussaire smyrniote Marcion.
Il s'intéresse également à un texte religieux païen le Tableau attribué à Cébès disciple de Platon.
Il reçoit le prix de la Société des Sciences, des Arts et des Lettres du Hainaut, pour son édition critique du Pasteur d'Hermas en 1958, ainsi que le prix Théodore-Reinach de l'Association pour l'encouragement des études grecques en France, pour ses recherches sur le traité pseudo-hippocratique du Régime.

## Ses publications
- Le thème philosophique des genres de vie dans l'Antiquité classique, Mémoires couronnés de l'Académie de Belgique, 1956.
- HERMAS, Le Pasteur, texte critique, traduction, introduction et notes, Paris, 1958, Sources chrétiennes, n° 53.
- Recherches sur le traité pseudo-hippocratique du Régime, Liège-Paris, 1960.
- Propos pour mal pensants. Essais sur la doctrine chrétienne, Paris, 1961.
- Le Tableau de Cébès et la philosophie religieuse, 1965.
- "Le dossier d'Ignace d'Antioche. Réflexions liminaires", dans : Mélanges Armand Abel, vol. 3, Brill Archive, 1974, p. 116-125 (sur Google Livres).
- Le dossier d'Ignace d'Antioche, Bruxelles : Éditions de l'université de Bruxelles, 1979.
- "Le dossier d'Ignace d'Antioche. Réflexions méthodologiques", dans : Problèmes d'Histoire du Christianisme 9, Bruxelles, 1980, p. 31-44.
- Libre pensée sans évangile, éditions Labor/Espace de Libertés, coll. "Liberté j'écris ton nom", Bruxelles, 2002  (ISBN 2-930001-41-0).
- Dieu vous interpelle ? Moi, il m'évite, éditions Aden Belgique, collection EPO, 2009  (ISBN 2-805900-08-1)

## Sources
1. ↑  Le Soir, vendredi 5 août 2011, nécrologie de Robert Joly, époux de Suzy Vandeville, professeur honoraire aux Universités de Mons et de Bruxelles.
2. ↑  Charles Munier, « Où en est la question d'Ignace d'Antioche ? Bilan d'un siècle de recherches 1870-1988 », dans W. Haase, Aufstieg und Niedergang der Römischen Welt, vol. II.27.1, p. 379 : « R. Joly ajoute qu'Ignace d'Antioche n'a jamais existé. Comme point de départ de son entreprise, le faussaire smyrniote (Marcion, mentionné dans le Martyre de Polycarpe, 20,1) a emprunté le nom d'un martyr de Philippes, dont il est question au chapitre 9 de la lettre de Polycarpe aux Philippiens ».